# Мартинес, Жоан
Жоа́н Марти́нес Виласека (исп. Joan Martínez Vilaseca; 4 марта 1943, Манреса — 19 сентября 2021, Барселона) — испанский футболист и футбольный тренер, играл на нескольких позициях.

## Биография

### Игровая карьера
Мартинес в течение большей части футбольной карьеры играл за «Эспаньол», в которой начинал карьеру как фланговый нападающий, но затем был переведён на позицию левого полузащитника, но также играл как левый защитник.
Помимо этого, он играл за «Леванте», а также полулюбительские команды «Европа» и «Оспиталет».

### Тренерская карьера
Мартинес работал в системе молодёжного футбола и известен по работе с молодёжными командами «Барселоны». Он тренировал «Барселону C» и «Барселону Атлетик». Он работал в системе каталонского клуба до 2008 года и затем перешёл в скаутскую деятельность.

### Смерть
Скончался 19 сентября 2021 года в возрасте 78 лет.